# Нова Пічеморга
Нова Пічемо́рга (рос. Новая Пичеморга, ерз. Од Пичеморга) — село у складі Торбеєвського району Мордовії, Росія. Входить до складу Хілковського сільського поселення.
Населення — 64 особи (2010; 99 у 2002).
Національний склад станом на 2002 рік:
- мокшани — 98 %